# Perezia squarrosa
Perezia squarrosa là một loài thực vật có hoa trong họ Cúc. Loài này được (Vahl) Less. mô tả khoa học đầu tiên năm 1830.